# Тікілешть (комуна)
Тікілешть, Тікілешті (рум. Tichilești) — комуна у повіті Бреїла в Румунії. До складу комуни входять такі села (дані про населення за 2002 рік):
- Албіна (327 осіб)
- Тікілешть (3993 особи)

Комуна розташована на відстані 162 км на північний схід від Бухареста, 15 км на південь від Бреїли, 121 км на північний захід від Констанци, 34 км на південь від Галаца.

## Населення
За даними перепису населення 2002 року у комуні проживали 4320 осіб.
Національний склад населення комуни:
| Національність            | Кількість осіб | Відсоток |
| ------------------------- | -------------- | -------- |
| румуни                    | 4289           | 99,3%    |
| цигани                    | 25             | 0,6%     |
| угорці                    | 2              | < 0,1%   |
| турки                     | 2              | < 0,1%   |
| росіяни-липовани          | 1              | < 0,1%   |
| не вказали національність | 1              | < 0,1%   |

Рідною мовою назвали:
| Мова      | Кількість осіб | Відсоток |
| --------- | -------------- | -------- |
| румунська | 4292           | 99,4%    |
| циганська | 25             | 0,6%     |
| угорська  | 1              | < 0,1%   |
| російська | 1              | < 0,1%   |
| турецька  | 1              | < 0,1%   |

Склад населення комуни за віросповіданням:
| Релігія        | Кількість осіб | Відсоток |
| -------------- | -------------- | -------- |
| православні    | 4293           | 99,4%    |
| п'ятдесятники  | 11             | 0,3%     |
| римо-католики  | 5              | 0,1%     |
| баптисти       | 3              | 0,1%     |
| адвентисти     | 3              | 0,1%     |
| греко-католики | 2              | < 0,1%   |
| мусульмани     | 2              | < 0,1%   |
| не релігійні   | 1              | < 0,1%   |